# Origins Award/Postspiele
Diese Liste enthält die Preisträger des Origins Award für Postspiele.
Ab 1984 wurden Preise für das beste Postspiel und zwischen 1989 und 1998 für das beste neue Postspiel vergeben.

## Bestes Postspiel
| Jahr | Spiel                               | Autoren                                 | Verlag                        |
| ---- | ----------------------------------- | --------------------------------------- | ----------------------------- |
| 1984 | Starweb                             | Rick Loomis                             | Flying Buffalo                |
| 1985 | Illuminati                          | Draper Kauffman                         | Adventure Systems             |
| 1986 | It’s a Crime                        |                                         | Adventures By Mail            |
| 1987 | Alamaze                             |                                         | Pegasus Productions           |
| 1988 | Kings & Things                      |                                         | Andon Games                   |
| 1989 | It’s a Crime                        |                                         | Adventures By Mail            |
| 1990 | Illuminati                          | Draper Kauffman                         | Flying Buffalo                |
| 1991 | Illuminati                          | Draper Kauffman                         | Flying Buffalo                |
| 1992 | Illuminati                          | Draper Kauffman                         | Flying Buffalo                |
| 1992 | Middle-earth                        | William Feild, Peter Stassun            | Game Systems                  |
| 1993 | Illuminati                          | Draper Kauffman                         | Flying Buffalo                |
| 1994 | Illuminati                          | Draper Kauffman                         | Flying Buffalo                |
| 1995 | Illuminati                          | Draper Kauffman                         | Flying Buffalo                |
| 1995 | Middle-earth                        | William Feild, Peter Stassun            | Game Systems                  |
| 1996 | Middle-earth                        | William Feild, Peter Stassun            | Game Systems                  |
| 1997 | Starweb                             | Rick Loomis                             | Flying Buffalo                |
| 1998 | Middle-earth Fourth Age, circa 1000 | William Feild, Peter Stassun            | Game Systems                  |
| 1999 | Middle-earth Fourth Age, circa 1000 | William Feild, Peter Stassun            | Game Systems                  |
| 2000 | Starweb                             | Rick Loomis                             | Flying Buffalo                |
| 2001 | Middle-earth Fourth Age, circa 1000 | William Feild, Peter Stassun            | Game Systems                  |
| 2002 | Button Men Web Game                 | Dana Huyler, Loren Pierce, James Ernest | Cheapass Games                |
| 2003 | Starweb                             | Rick Loomis                             | Flying Buffalo                |
| 2004 | Fall of Rome                        | Rick McDowell                           | Enlightened Age Entertainment |
| 2006 | Starweb                             | Rick Loomis                             | Flying Buffalo                |
| 2008 | Hyborian War                        | Paul W. Brown III                       | Reality Simulations           |
| 2010 | The One Ring (A Legends Module)     | Sam Roads, Klaus Bachler                | Harlequin Games               |
| 2011 | Heroic Fantasy                      | Rick Loomis, Steve MacGregor            | Flying Buffalo                |

## Bestes neues Postspiel
| Jahr | Spiel                                     | Autoren                                                         | Verlag              |
| ---- | ----------------------------------------- | --------------------------------------------------------------- | ------------------- |
| 1989 | Beyond the Stellar Empire: The New System |                                                                 | Adventures By Mail  |
| 1990 | Monster Island                            |                                                                 | Adventures By Mail  |
| 1991 | Middle-earth                              | William Feild, Peter Stassun                                    | Game Systems        |
| 1992 | Lords of Destiny                          |                                                                 | Maelstrom           |
| 1993 | Quest: The World of Kharne                | Kevin Cropper, David Bolton, Nigel Mitchell, Steven Fairbrother | Adventures By Mail  |
| 1994 | Forgotten Realms: War of the Avatars      | Paul Brown                                                      | Reality Simulations |
| 1995 | Swords of Pelarn, Legends II              |                                                                 | Midnight Games      |
| 1996 | Starship Command                          | Brian Hansen                                                    | Elite Simulations   |
| 1997 | Middle-earth Fourth Age, circa 1000       | William Feild, Peter Stassun                                    | Game Systems        |
| 1998 | Dungeon                                   |                                                                 | Madhouse USA        |